# The Subway
The Subway è un singolo della cantautrice statunitense Chappell Roan, pubblicato il 1º agosto 2025.

## Antefatti e descrizione
Il brano è stato scritto a quattro mani insieme a Dan Nigro, che lo ha anche prodotto. Da un punto di vista lirico, The Subway esplora il tema «della rottura e della guarigione» ed è stato descritto da Roan come «un parente di Casual», singolo facente parte dell'album di debutto The Rise and Fall of a Midwest Princess (2023).
Il brano è stato eseguito per la prima volta in anteprima durante la partecipazione al festival Governors Ball Music Festival presso il Flushing Meadows Park nel giugno 2024.

## Tracce
Download digitale, streaming
Testi e musiche di Kayleigh Rose Amstutz e Daniel Nigro.
1. The Subway – 4:12

7"
- Lato A

1. The Subway

- Lato B

1. I Hate It Here (Demo)

## Classifiche
| Classifica (2025) | Posizione massima |
| ----------------- | ----------------- |
| Australia         | 4                 |
| Austria           | 25                |
| Austria           | 25                |
| Brasile           | 55                |
| Canada            | 4                 |
| Filippine         | 8                 |
| Finlandia         | 47                |
| Francia           | 120               |
| Germania          | 63                |
| Irlanda           | 2                 |
| Islanda           | 16                |
| Lituania          | 43                |
| Norvegia          | 28                |
| Nuova Zelanda     | 3                 |
| Paesi Bassi       | 35                |
| Polonia           | 50                |
| Regno Unito       | 1                 |
| Singapore         | 15                |
| Spagna            | 94                |
| Stati Uniti       | 3                 |
| Svezia            | 22                |
| Svizzera          | 36                |

## Date di publicazione
| Regione               | Data            | Formati                      | Etichetta         | Note   |
| --------------------- | --------------- | ---------------------------- | ----------------- | ------ |
| Mondo                 | 1° agosto 2025  | Download digitale, streaming | Amusement, Island | [ 16 ] |
| Italia                | 1° agosto 2025  | Airplay                      | Island Italy      | [ 17 ] |
| Stati Uniti d'America | 12 agosto 2025  | Contemporary hit radio       | Amusement, Island | [ 18 ] |
| Mondo                 | 31 ottobre 2025 | 7"                           | Amusement, Island | [ 19 ] |